# Christopher Lasch
Christopher Lasch (1. června 1932 Omaha, Nebraska – 14. února 1994 Pittsford (New York)) byl americký historik a sociolog. Jeho cílem bylo varovat americkou společnost před konzumerismem a takzvanou „kulturou narcismu“.
Jeho první kniha Radicalism in America: The Intellectual as a Social Type z roku 1965 ostře kritizovala nová radikální hnutí 60. let, která tehdy byla na vzestupu. Bestsellerem se však stala především jeho publikace Kultura narcismu z roku 1979 (česky vyšla roku 2016), v níž prohlásil, že struktura industriální společnosti po 2. světové válce začala formovat tzv. narcistické osobnosti, které mají nejistou identitu a nejsou schopny se tudíž veřejně angažovat (v tom byl inspirován tehdy v USA vlivnými pracemi psychoanalytika Heinze Kohuta o narcismu).
Politicky je řazen k tzv. Nové pravici. Je považován za kritika liberalismu. Byl také kritizován levicí (zejména feminismem) za svůj konzervativismus (což souviselo s jeho obhajobou tradiční rodiny - byl například odpůrcem rozvodů), odpor vyvolalo rovněž jeho označení černošského aktivisty Martina Luthera Kinga za „typického amerického populistu“ (to souviselo se širší Laschovou koncepcí populismu, který se dle něj stal dominantním americkým politickým diskurzem počínaje Rooseveltovým New Dealem). Lasch však zároveň ostře kritizoval politiku pravicového prezidenta Ronalda Reagana, již považoval za antitezi konzervativismu a morální odpovědnosti.